# شانا رابرتسون
شانا رابرتسون (انگلیسی: Shauna Robertson؛ ۱۸ دسامبر ۱۹۷۴) تهیه‌کننده فیلم اهل کانادا است.

از فیلم‌ها یا مجموعه‌های تلویزیونی که وی آن‌ها نقش داشته است، می‌توان به باکره چهل‌ساله، باردار، خیلی بد، فراموش کردن سارا مارشال، الف و پاین‌اپل اکسپرس (فیلم) اشاره نمود. او همچنین تهیه‌کنندهٔ اجرایی در فیلم گوینده: افسانه ران برگندی و کمک‌تهیه‌کننده در ملاقات با والدین بود.
شانا پس از ۶ سال رابطه نزدیک به ادوارد نورتون در سال ۲۰۱۲ با او ازدواج کرده است. ثمره این ازدواج یک پسر است که در مارس سال ۲۰۱۳ به دنیا آمده است.